# Кулик Юрій Іванович
Кулик Ю́рій Іва́нович (* 2 червня 1937 — † 17 жовтня 1988) — радянський український хоровий диригент, аранжувальник, заслужений діяч мистецтв УРСР, диригент хору української пісні Харківської філармонії, професор Харківського інституту мистецтв, завідувач кафедри хорового диригування, проректор Харківського інституту мистецтв, керівник Харківського відділення музичного товариства УРСР.

## Життєпис
Освіту отримав у Московському хоровому училищі. Ще в часі навчання робить хорові обробки українських народних пісень та вітчизняних композиторів: «Летіла зозуля», «Зоре моя вечірняя», «Щедрий вечір», «Запливай же, роженька весела».
Після закінчення хорового училища вступає до Харківської державної консерваторії в клас професора Зіновія Давидовича Заграничного. На третьому році навчання стає диригентом студентського хорового колективу консерваторії.
1965 року — головний диригент та художній керівник хору студентів Харківської державної консерваторії. Тоді в Харкові вперше виконуються масштабні хорові твори:
- кантата А. Ахіняна «Саят-Нова» для соліста, хору та оркестру,
- кантата «Gallia» Ш. Гуно для мішаного хору, соліста та органу,
- ораторія О. Флярковського «И мир глядит на нас»,
- кантата «Людина» М. Скорика на вірші Е. Межелайтіса.

Після відкриття у Харкові Будинку органної та камерної музики відновлює програму тематичних концертів хорової музики. Тут вперше звучать хорові цикли С. Танєєва, К. Стеценка, Б. Лятошинського, твори композиторів І. Ковача, А. Гайденка, М. Стецюна, В. Дробязгіної, Т. Кравцова, Г. Цицалюка.
Здійснював записи хорової музики на міському та республіканському радіо.
Одночасно з виконанням обов'язків голови Харківського обласного хорового товариства, організовує гастролі хору студентів консерваторії та самодіяльного камерного хору по містах тодішнього СРСР.
Аранжує романси — увійшли до збірки «Співає академічний хор»: «Благословляю вас, леса» П. Чайковського, «Для берегов отчизны дальной» О. Бородіна, «Романс Женьки» К. Молчанова, «Аріозо матеіи» А. Новикова з кантати «Нам нужен мир».
За його підтримки створюються:
- камерний хор музичного товариства Слобожанщини — художній керівник професор В. Палкін,
- народний хор «Візерунок» заводу ХТЗ — художній керівник — заслужений працівник культури Іван Бідак,
- народний хор «Серпанок» заводу ХЕМЗ — художній керівник — Володимир Чичкань.

Кілька десятиліть керував хором вчителів Харківського обласного Будинку вчителя.
Серед його учнів: заслужений діяч мистецтв України В. Ірха, заслужений артист України Е. Кузьма, заслужений працівник культури України В'ячеслав Опарін, заслужений працівник культури України В. Чурілов.
21 жовтня 2021 у Харківському національному університеті мистецтв імені І. П. Котляревського відбулася знаменна і довгоочікувана подія — відкриття меморіальної дошки відомому диригенту-хормейстеру, аранжувальнику, заслуженому діячеві мистецтв України Юрію Івановичу Кулику (1937—1988).